# Instituto Hercule Florence
O Instituto Hercule Florence é uma entidade sem fins lucrativos, fundada em 2007 por Antonio Florence, tetraneto do artista que lhe dá nome. O projeto tem como objetivo a coleta, difusão e preservação de documentos textuais e iconográficos de viajantes estrangeiros que estiveram no Brasil nos séculos XVI e XIX. 
Além disso, a organização também busca disponibilizar um acervo referente à vida e obra de Antoine Hercule Romuald Florence (1803-1879). O pintor chegou ao Brasil com apenas 20 anos, em abril de 1824 e logo foi contratado como desenhista para a Expedição Langsdorff, viagem que pretendia percorrer mais de 13 000 km, do Rio Tietê ao Amazonas, liderada pelo Conde von Langsdorff. Os registros documentados renderam a exposição "O Olhar de Hercule Florence sobre os Índios Brasileiros", em maio de 2015.
Radicado em Campinas, onde viveu até sua morte, Hercule Florence, desenvolveu vários projetos de zoofonia, fotografia, pligrafia e pulvografia, que compõe a coleção de mais de 5000 itens do IHF. 
Certificado como Organização da Sociedade Civil de Interesse Público (OSCIP) em 2009, apenas dois anos após sua fundação, o projeto também mantém um site e é responsável pelo acervo de pesquisadores, como a coleção pessoal de Erico Stickel.  Há quase 5.000 itens depositados no instituto.
A disponibilização digital do acervo começou a ser feita a partir de 2011, através da plataforma Corisco e tornou-se referência no campo arquivístico, por concentrar obras dispersas e adotar uma série de funcionalidades que facilitam a usabilidade.

No ano de 2021, o instituto através de uma parceria GLAM Wiki com o Wiki Movimento Brasil, passou a disponibilizar sua coleção também pelo Wikidata e Wikimedia Commons.

## Ligação externa
- «Sítio oficial»